# Негуба
Негуба — деревня в Новосельском сельском поселении Сланцевского района Ленинградской области.

## История
Посёлок Негоба учитывается областными административными данными с 1 января 1957 года в составе Столбовского сельсовета Осьминского района.
С 1961 года в составе Лужецкого сельсовета Сланцевского района.
С 1963 года в составе Лужецкого сельсовета Кингисеппского района.
По состоянию на 1 августа 1965 года посёлок назывался Негоба и входил в состав Новосельского сельсовета Кингисеппского района. С ноября 1965 года, вновь в составе Новосельского сельсовета Сланцевского района. В 1965 году население посёлка составляло 100 человек.
По данным 1973 и 1990 годов, это была уже деревня Негуба, которая входила в состав Новосельского сельсовета Сланцевского района.
В 1997 году в деревне Негуба Новосельской волости проживали 13 человек, в 2002 году — 18 человек (русские — 94 %).
В 2007 году в деревне Негуба Новосельского СП проживали 14 человек, в 2010 году — 11 человек.

## География
Деревня расположена в северной части района на автодороге 41К-020 (Сижно — Будилово — Осьмино).
Расстояние до административного центра поселения — 20 км.
Расстояние до ближайшей железнодорожной платформы Сланцы — 55 км.

## Демография
| 2007 | 2010 | 2017 |
| ---- | ---- | ---- |
| 14   | ↘11  | ↗12  |